# Dmitri Tarasov
Dmitri Aleksejevitsj Tarasov (Russisch: Дми́трий Алексе́евич Тара́сов) (Moskou, 18 maart 1987) is een Russisch voetballer die bij voorkeur als defensieve middenvelder speelt. Hij verruilde in 2010 FK Moskou voor Lokomotiv Moskou.

## Clubcarrière
Tarasov komt uit de jeugdopleiding van Spartak Moskou. In 2006 trok hij naar Tom Tomsk, waar hij twee seizoenen verbleef. In 2009 trok hij transfervrij naar FK Moskou. Op 28 december 2009 tekende hij bij Lokomotiv Moskou. In 2013 werd hij er tot aanvoerder benoemd. In april en september 2013 werd hij door de supporters uitgeroepen tot speler van de maand.

## Interlandcarrière
In oktober 2009 werd Tarasov voor het eerst opgeroepen voor het Russisch voetbalelftal voor een WK-kwalificatiewedstrijd tegen Azerbeidzjan. Hij debuteerde vier jaar later, op 15 november 2013, in een vriendschappelijke interland tegen Servië. Vier dagen later was hij trefzeker voor Rusland in een oefeninterland tegen Zuid-Korea. Tarasov nam in juni 2017 met gastland Rusland deel aan de FIFA Confederations Cup 2017, waar het in de groepsfase werd uitgeschakeld.
1 Guilherme ·
3 Fasson ·
4 Magkejev ·
5 Maradisjvili ·
6 Barinov  ·
7 Dzjoeba ·
8 Sarveli ·
9 Pinjajev ·
11 Mirantsjoek ·
15 Gloesjenkov ·
17 Zjemaletdinov ·
20 Koezmitsjov ·
21 Mitaj ·
22 Lantratov ·
23 Sjtsjetinin ·
24 Nenakhov ·
27 Rakov ·
45 Siljanov ·
53 Khoedjakov ·
59 Pogostnov ·
69 Koelikov ·
71 Tiknizjan ·
77 Samosjnikov ·
81 Nikisjin ·
85 Morozov ·
93 Karpoekas ·
94 Rybtsjinski ·
99 Soelejmanov ·
Coach: Galaktionov